# Мария Ярославна
Мария Ярославна, в постриге Марфа (ок. 1420—1422, Боровск или ВКЛ — 4 июля 1485, Москва) — великая княгиня московская, мать Ивана III.

## Биография
Дочь князя Серпуховского, Боровского и Малоярославского Ярослава (Афанасия) Владимировича и Марии Фёдоровны (дочери боярина Фёдора Фёдоровича Голтяя Кошкина). В 1433 году выдана замуж за великого князя Московского Василия II Тёмного и стала великой княгиней. Свадебная церемония оказалась скандальной из-за поведения свекрови.
Во второй год замужества, после захвата власти сыновьями князя Юрия Звенигородского — Василием и Дмитрием Юрьевичами, она была отправлена в ссылку в Галич, откуда ей удалось впоследствии вернуться с большим трудом.
12 февраля 1446 года князья Дмитрий Шемяка, Иоанн Можайский, Борис Тверской напали на Москву, захватили город и посадили Марию Ярославну в тюрьму, затем пленили Василия II и 16 февраля 1446 года приняли решение ослепить его и сослать с супругой в Углич.
В дальнейшем Мария Ярославна, наряду с матерью Василия II Тёмного — Софьей Витовтовной принимала большое участие в жизни и управлении княжеством.
Стараясь снискать расположение церкви, она предоставила ей различные льготы, в частности в 1450 году был освобождён от пошлин Троице-Сергиев монастырь, в 1471 году был освобождён от налогов Кирилло-Белозерский монастырь и др.
После смерти мужа в 1462 году она получила в наследство Ростов и Пошехонье (местность), часть волостей Коломенского уезда.

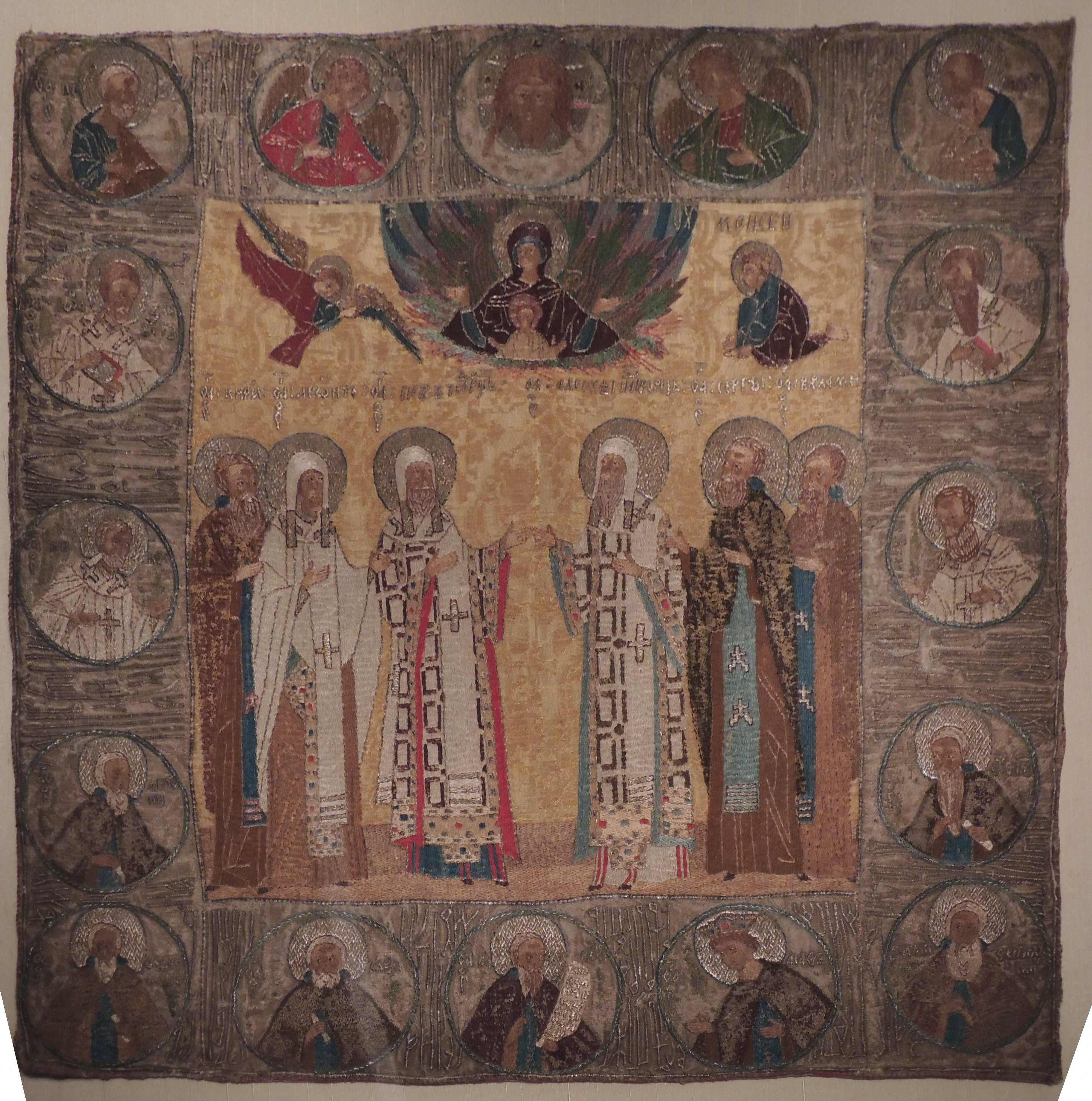
«Неопалимая купина». Пелена, вышитая в мастерской Марии Ярославовны

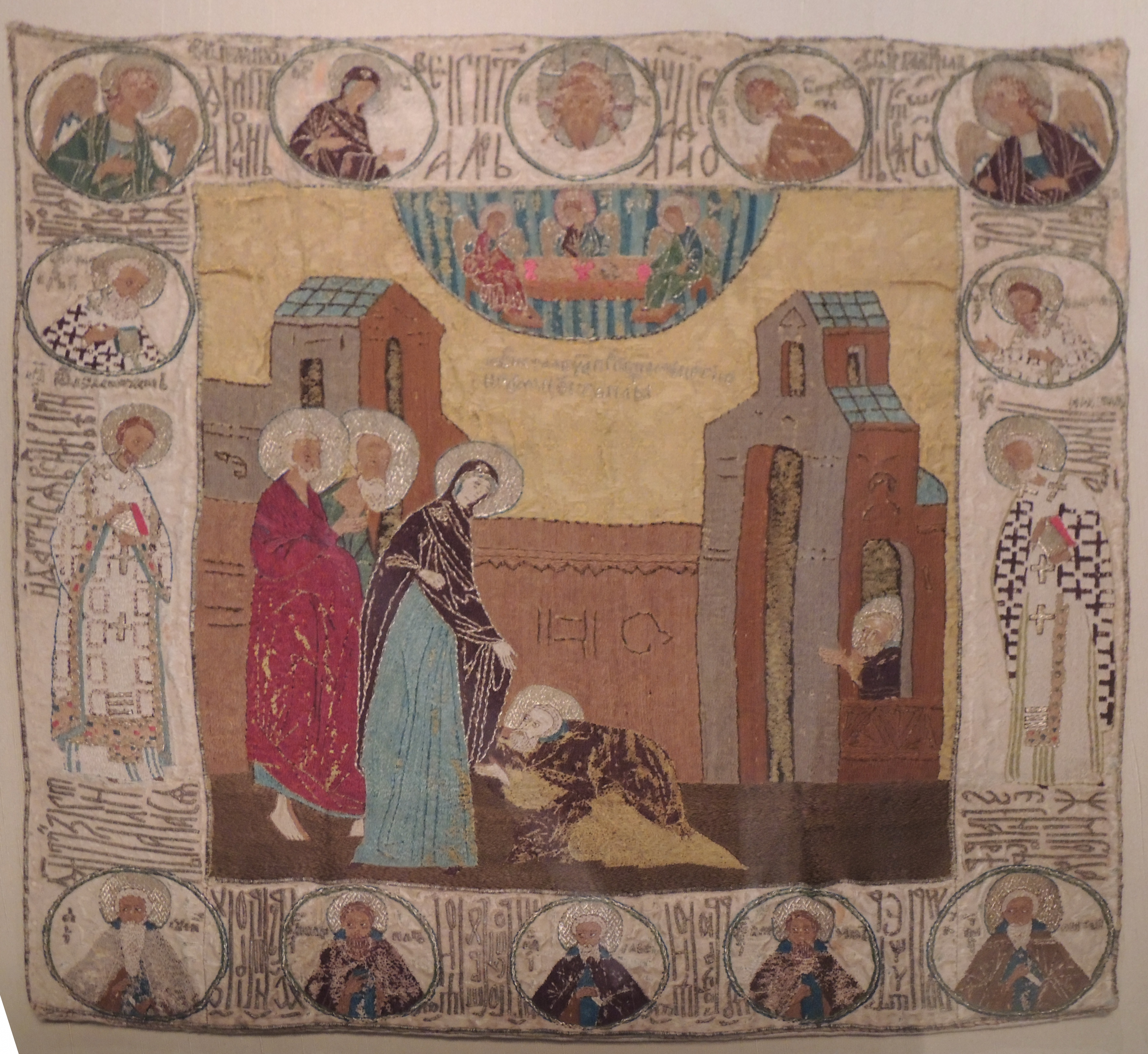
«Явление Богородицы Сергию Радонежскому». Пелена, вышитая в мастерской Марии Ярославовны

В 1480 году Мария Ярославна благословила своего сына, великого князя Ивана III, на борьбу с ханом Ахматом. При этом она посодействовала примирению Ивана III с младшими братьями, поднявшими против него мятеж.
Летописи сохранили образ Марии Ярославны как мудрой, рассудительной матери, совета которой не раз в сложные периоды жизни просили её уже взрослые дети.
В 1482 году была пострижена в монастырь под именем инокини Марфы.
Умерла в Москве в 1485 году. Первоначально была захоронена в Вознесенском женском монастыре Московского Кремля, который в 1467 году был отремонтирован и восстановлен на личные средства Марии Ярославны. В 1929 году прах Марии Ярославны перезахоронен в Архангельском соборе Московского Кремля.

## Дети
Всего родила 10 детей:
- Юрий Большой (1437—1441).
- Иван III (22 января 1440 — 27 октября 1505) — великий князь московский с 1462 по 1505 год.
- Юрий (Георгий) Молодой (1441—1472) — князь дмитровский, можайский, серпуховской.
- Андрей Большой (1446—1493) — князь углицкий, звенигородский, можайский.
- Симеон (1447—1449).
- Борис (1449—1494) — князь волоцкий и рузский.
- Анна (ум. до 1501).
- Андрей Меньшой (1452—1481) — князь вологодский.
- Дмитрий (1455 — до 1461).
- Мария (ум. в 1465).

## В культуре
- Является персонажем романа Николая Полевого «Клятва при гробе Господнем. Русская быль XV века» (1832);
- Телесериал «София» — Надежда Маркина